# Juan Gómez-Jurado
Juan Gómez-Jurado (Madrid, 16 de diciembre de 1977) es un novelista y presentador español. Se formó como periodista. Su primera novela, Espía de Dios, supuso un notable éxito, que fue seguido por Contrato con Dios y El emblema del traidor.

## Biografía
Fue abandonado al nacer en la maternidad de la madrileña calle de O'Donnell. Una familia lo adoptó. Tras concluir sus estudios en el colegio Los Olmos (Madrid), se licenció en Ciencias de la Información por la Universidad CEU San Pablo. 
Autor de novelas publicadas, cuatro de ellas fueron las más vendidas en formato electrónico, según publicó Amazon: El emblema del traidor (2011), Cicatriz (2016), Reina roja (2018) y Loba negra (2019). Reina roja ha sido el libro más leído en España durante dos años consecutivos: 2020 y 2021.
Ha trabajado como periodista en diferentes mediosː Radio España, Canal+, Cadena COPE, Los 40 Principales, ABC, La Voz de Galicia, El Mundo y ha colaborado con las revistas Qué Leer, Jot Down y New York Times Book Review.
Entre septiembre de 2014 y junio de 2018 realizó junto a Raquel Martos la sección «Personas físicas» del programa de Onda Cero Julia en la onda.
Es uno de los componentes del pódcast cultural Todopoderosos del Espacio Telefónica desde sus inicios en diciembre de 2014 (junto a Javier Cansado, Rodrigo Cortés y Arturo González-Campos), el podcast Aquí hay dragones (con los mismos participantes) y los episodios de Los seriotes de AXN, para la cadena de televisión AXN y también en YouTube (con Arturo González-Campos). También con González-Campos participó en el programa Cinemascopazo, entre junio de 2017 hasta septiembre de 2018. Cada semana llevaban a un invitado que les ayudaba a dar diferentes puntos de vista sobre una película.
En 2021 presentó en La 2 la primera temporada del programa de divulgación histórica El condensador de fluzo. También en 2021 publicó junto a su mujer, la psicóloga infantil Bárbara Montes, Amanda Black, una nueva serie de libros de misterio dirigidos a niños mayores de nueve años, protagonizados por Amanda, una niña que, poco después de cumplir trece años, empieza a desarrollar poderes extraordinarios. En abril de 2021, Amazon Prime anuncia que ha firmado un contrato con el escritor para desarrollar contenido audiovisual en exclusiva para la plataforma.
Ha vivido en Madrid, Nueva York y Santiago de Compostela.

## Vida privada
Gómez-Jurado está casado con la psicóloga y escritora Bárbara Montes. Tiene dos hijos, nacidos en 2004 y 2007.

## Obras
Su obra se ha traducido a más de cuarenta lenguas.

### Novela
- Espía de Dios (Roca Editorial, 2006)[9][15]
- Contrato con Dios (Planeta, 2007)[16]
- El emblema del traidor (Plaza & Janés, 2008)
- La leyenda del ladrón (Planeta, 2012)[17]
- El paciente (Planeta, 2014), (Ediciones B, 2020)
- La historia secreta del señor White (Planeta, 2015),[18] (Flash, 2021)
- Cicatriz (Ediciones B, 2015)[19]
- Trilogía Reina Roja:
  - Reina Roja (Ediciones B, 2018)[20]
  - Loba Negra (Ediciones B, 2019)[18]
  - Rey Blanco (Ediciones B, 2020)[21]
- Trilogía Todo Arde:
  - Todo Arde (Ediciones B, 2022)[22]
  - Todo Vuelve (Ediciones B, 2023)
  - Todo Muere (Ediciones B, 2024)

### Audiolibros
- La Suelta (Storytel, 2021)[23]
- Reina Roja: El Origen. El Primer Caso (Audible, 2024)[24]

### Literatura infantil y juvenil
- El séptimo príncipe (Ediciones B, 2016)

#### Serie Alex Colt
- Cadete espacial. (Destino, 2016)[25]
- La batalla de Ganímedes. (Destino, 2017)
- El secreto del Zark. (Destino, 2018)
- La materia oscura. (Destino, 2019)
- El emperador de Antares. (Destino, 2020)
- El gran Zark. (Destino, 2022)
- La batalla final. (Destino, 2024)

#### Serie Rexcatadores, junto conBárbara Montes.
- El misterio de Punta Escondida. (B de Blok, 2017)
- Las minas de la Perdición. (B de Blok, 2018)
- El palacio submarino. (B de Blok, 2019)
- El bosque oscuro. (B de Blok, 2019)

#### Universo Amanda Black, junto conBárbara Montes.
Serie Amanda Black
- 1-Una herencia peligrosa. (B de Blok, 2021)[26]
- 2-El amuleto perdido. (B de Blok, 2021)[27]
- 3-El último minuto. (B de Blok, 2022)[28]
- 4-La Campana de Jade. (B de Blok, 2022)
- 5-El tañido sepulcral. (B de Blok, 2022)
- 6-La Maldición del Nilo. (B de Blok, 2022)
- 7-El bastón del cuervo. (B de Blok, 2023)
- 8-El reino perdido. (B de Blok, 2023)
- 9-El camino del ninja. (B de Blok, 2023)
- 10-La película maldita. (B de Blok, 2024)
- 11-El templo olvidado. (B de Blok, 2024)
- 12-El tapiz del tiempo. (B de Blok, 2025)
- Escape Book: El secreto de la mansión Black. (B de Blok, 2022)
- 51 enigmas por resolver. (B de Blok, 2023)
- Escape Book: El castillo del Vizconde (B de Blok, 2024)

Serie Herederos
- 1-El legado de los héroes. (B de Blok, 2024)
- 2-La Piedra del Destino. (B de Blok, 2024)
- 3-El espejo escondido. (B de Blok, 2025)

### No ficción
- La masacre de Virginia Tech: Anatomía de una mente torturada (Ediciones El Andén, 2007)

## Premios
- 2008 - Premio de Novela Ciudad de Torrevieja por la novela El emblema del traidor.[29]